# Замок Делич
Замок Делич (нем. Schloss Delitzsch) — барочный дворец, выстроенный на фундаментах средневекового замка XII века в немецком городе Делич в федеральной земле Саксония. Считается одним из старейших замков в современной Саксонии. Свой сегодняшний облик он получил в конце XVII века.

## Исторический очерк
Согласно археологическим данным, на месте современного замкового сада уже в середине IX века располагалось деревянное укрепление, сооружённое славянскими племенами сорбов. В ходе немецкой колонизации при Генрихе I эта область (между реками Зале и Эльбой) оказалась во владении имперских министериалов, воздвигнувших здесь первое каменное сооружение (нем. Burgward), под защитой которого в 1140—1150 годах возникло торгово-ремесленное поселение со всё ещё преимущественно славянским населением.
Около 1200 года владельцы замка получили право низшей судебной власти. При этом в период с 1207 по 1224 годы документально подтверждены как минимум 3 случая судебно-административных заседаний под руководством маркграфов Мейсена и ландграфов Тюрингии, что говорит о важном статусе замка в пределах Восточной марки. Примерно в это же время замок в Деличе стал периодически выступать в качестве побочной резиденции Веттинов.
После смерти Фридриха III в 1381 году его владения были поделены в так называемом Хемницком разделе между Вильгельмом I, получившим маркграфство Мейсен, и его братом Бальтазаром Веттинским, унаследовавшим Тюрингию. Это событие непосредственным образом отразилось на замке, ставшем одной из излюбленных путевых резиденций Вильгельма, а затем — его наследников (вплоть до XVI века). По указанию маркграфа Вильгельма замок был в 1387—1391 годах полностью перестроен в готическом стиле, и превращён в так называемый замок-на-воде. Из этого времени сохранились мощные подвалы и главная башня, до сих пор определяющая облик сооружения.
По желанию альбертинского герцога и позже курфюрста Морица Саксонского замок Делич был перестроен между 1540 и 1558 годами в стиле ренессанс.
В Тридцатилетней войне — в отличие от большинства резиденций саксонских правителей — Делич не был разрушен, но лишь пострадал от рук расквартированных в нём шведских военных. По окончании войны замок был восстановлен в 1652 году, и использовался для нужд регионального управления.
После смерти Иоганна Георга I, согласно его завещанию, из саксонского курфюршества были фактически выделены секундогенитурные герцогства (для его младших сыновей), в число которых входило герцогство Саксен-Мерзебург, которому отошли, в частности, земли в районе Делича. Первый герцог Саксен-Мерзебурга Кристиан I, обустроив свою резиденцию в бывшем епископском дворце в Мерзебурге, поручил также перестроить Деличский замок в будущую вдовью резиденцию своей жены Кристианы. Работы начались в июне 1689 года под руководством придворного архитектора Симона Юффана, и продолжались вплоть до 1696 года: их целью было, прежде всего, устройство новых жилых и парадных помещений в бельэтаже в стиле саксонского раннего барокко. Одновременно замковая башня получила своё и поныне существующее барочное навершие. Овдовевшая Кристиана смогла поселиться в Деличе уже в 1692 году; в этом же году был разбит сад во французском стиле.

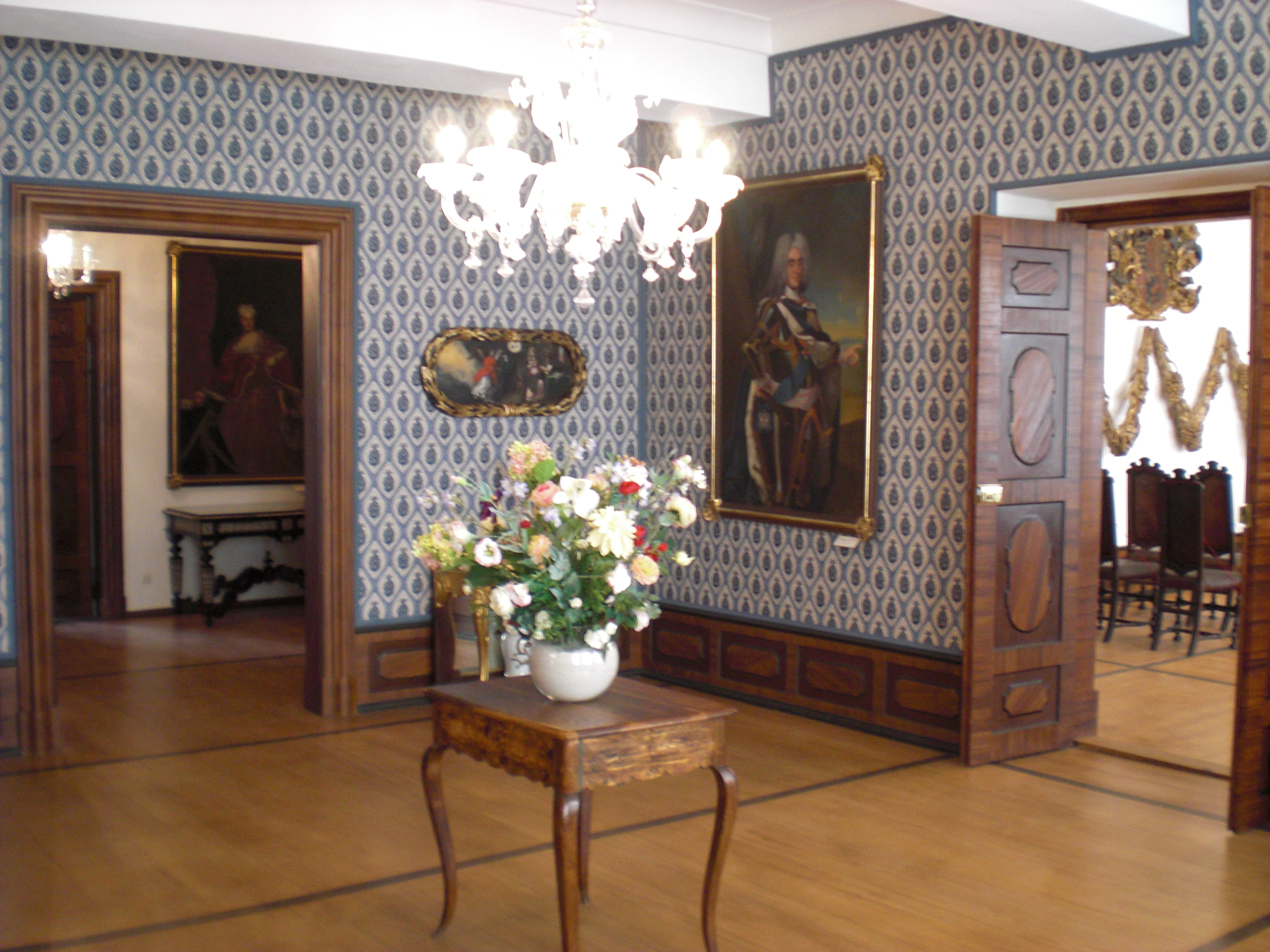
Одно из музейных помещений

С 1701 года, после смерти вдовствующей герцогини Кристианы, замок использовался лишь изредка, пока его не выбрала своей резиденцией вдова Морица Вильгельма Генриетта Шарлотта Нассау-Идштейнская, дочь князя Георга Августа Нассау-Идштейнского. С её именем связаны последние преобразования в интерьере Деличского замка, о чём до сих пор напоминают камины, штофные обои и репрезентативная отделка дверей её личных покоев. Генриетта Шарлотта скончалась в замке 8 апреля 1734 года и была похоронена в городской церкви свв. Петра и Павла.
Со смертью последнего саксен-мерзебургского герцога Генриха, не оставившего наследников, секундогенитурное владение с резиденцией в Мерзебурге вновь вошло в состав саксонского курфюршества. Вследствие этого внутреннее убранство замка было в сентябре 1755 года вывезено в дворец Губертусбург. С 1785 года, после незначительной перестройки, замок использовался для местных административных нужд.
В 1815 году Делич вошёл в состав прусской провинции Саксония, и замок был вновь отдан в распоряжение военных, используясь до 1849 года как гарнизон прусского ландвера, и до 1860 года — как артиллерийская школа.
В декабре 1860 года здесь был открыт женский исправительный дом, рассчитанный на размещение до 300 заключённых, и просуществовавший вплоть до 1926 года.
В 1929 году город Делич выкупил замок у провинциального правительства с намерением построить на его месте новую городскую больницу — план, которому не суждено было сбыться из-за последствий разразившегося экономического кризиса. В итоге, в здании были размещены городской музей, библиотека и позднее — профессиональное училище, выехавшие из помещений городского самоуправления, где были обустроены квартиры для нуждающихся.
После Второй мировой войны, нуждавшийся в реставрации замок находился в настолько плохом состоянии, что его территория была полностью закрыта для посетителей, начиная с 1974 года.
В начале 1990-х годов были проведены срочные реставрационные мероприятия, увенчавшиеся открытием музея в замковой башне летом 1993 года. В 2005 году в здании были размещены офис туристической информации, ЗАГС и районная музыкальная школа. Реставрация замка, продолжавшаяся более 20 лет, была завершена в 2008 году.